# Hafez Makhlouf
Hafez Makhlouf (em árabe: حافظ مخلوف; nascido em 2 de abril de 1971) é um coronel sírio e um oficial sênior da Direção de Segurança Geral. Makhlouf é um primo materno do presidente sírio, Bashar al-Assad, e também é  irmão de Rami Makhlouf, o principal empresário da Síria. 
Makhlouf foi sancionado pelo Departamento do Tesouro dos Estados Unidos em 2007 por "minar a soberania do Líbano ou seus processos e instituições democráticas." As sanções congelaram "todo o patrimônio ativo dos designatários que podem estar localizados nos Estados Unidos", e proibiu cidadãos dos EUA de se envolverem em transações com esses indivíduos". Em maio de 2011, a UE impôs sanções contra o Sr. Makhlouf, dizendo que ele era um "associado de Maher al-Assad", que "subsidia o regime que permite a violência contra os manifestantes". O tesouro dos EUA anunciou novas sanções contra ele mais tarde naquele mês, dizendo que lhe foi "dado um papel de liderança na resposta aos protestos na Síria, e estava profundamente envolvido em ações do regime sírio em Deraa, onde manifestantes foram mortos". Os militantes da oposição afirmam que Makhlouf goza de maior influência sobre o presidente do que o chefe da DSG, Ali Mamluk. Faz parte do círculo íntimo de Assad.